# 마진 콜
마진 콜(margin call)은 금융시장에서 선물 거래를 중개하는 회사가 당일 결제를 매일 정산하여 선물 가격 변동에 따른 손익을 증거금에 반영하고, 손실액이 일정 수준을 초과하여 유지 증거금이 부족한 경우 증거금을 채워 넣도록 고객에게 요구하는 일이다. 금융시장에서 자기 자금 비율이 투자 이전에 정해 놓은 유지 증거금 비율보다 떨어졌을 때, 자기 자금 비율을 초기 증거금 비율까지 올려야 하는 것을 의미한다. 증거금이란 투자 거래를 원하는 투자자가 브로커에게 주는 소정의 증거금으로, 초기 증거금과 유지 증거금으로 나뉜다.

## 같이 보기
- 신용파산스왑
- 레버리지
- 환매조건부채권
- 공매도